# رابین لاولی
رابین لاولی (به انگلیسی: Robyn Lawley) (زاده ۱۳ ژوئن ۱۹۸۸) مدل استرالیایی است.